# Білий гриб сосновий
Бі́лий гриб сосно́вий (Boletus pinophilus) — вид базидіомікотових грибів родини болетові (Boletaceae).

## Назва
Епітет гриба pinophilus походить від латинського pīnus - сосна та грецького φίλος ‎- любитель, тобто "любитель сосни".

## Опис
Шапка в діаметрі 8-20 см. Спочатку має форму напівкулі з краєм білуватого кольору, пізніше стає рівною і опуклою і набуває коричнево-червоного або вино-червоного забарвлення. Трубчастий шар спочатку білого кольору, потім стає жовтим і в підсумку набуває оливково-зеленого відтінку. Споровий порошок оливково-зелений. Ніжка роздута, буро-червоного кольору, трохи світліша шапки покрита сітчастим візерунком червоного кольору.
М'якуш білий, щільний, на зрізі не темніє. Під шкіркою шапки місцями має плями винно-червоного кольору.

## Поширення
Поширений по всій Європі та Північній Азії.
Білий сосновий гриб переважно росте в хвойних лісах в літньо-осінній період. Відноситься до світлолюбних видів, але зустрічається і в сильно затемнених місцях, під густими кронами. Визначено, що плодоношення гриба не залежить від освітленості в урожайні роки, а при несприятливих умовах, гриби вибирають для виростання відкриті, добре прогріті ділянки. Плодоносить групами, кільцями або поодинці. Наймасивніший збір відзначається до кінця серпня. Часто на короткий період з'являється в травні, в теплих регіонах плодоносить і в жовтні. Утворює мікоризу із хвойними та листяними породами дерев.

## Використання
Білий сосновий гриб вважається їстівним, володіє прекрасним смаком і прекрасним ароматом. Використовують у свіжому, смаженому і вареному вигляді, а так само в маринованому і сушеному. При сушінні гриби зберігають природний колір і набувають особливого аромату. Іноді його вживають сирим для приготування салатів. З білого гриба готують відмінні соуси, що підходять до м'ясних і рисових страв. Сушений і мелений порошок білого гриба використовують для заправки різноманітних страв.